# Friesack
Friesack là một đô thị thuộc huyện Havelland, bang Brandenburg, Đức.

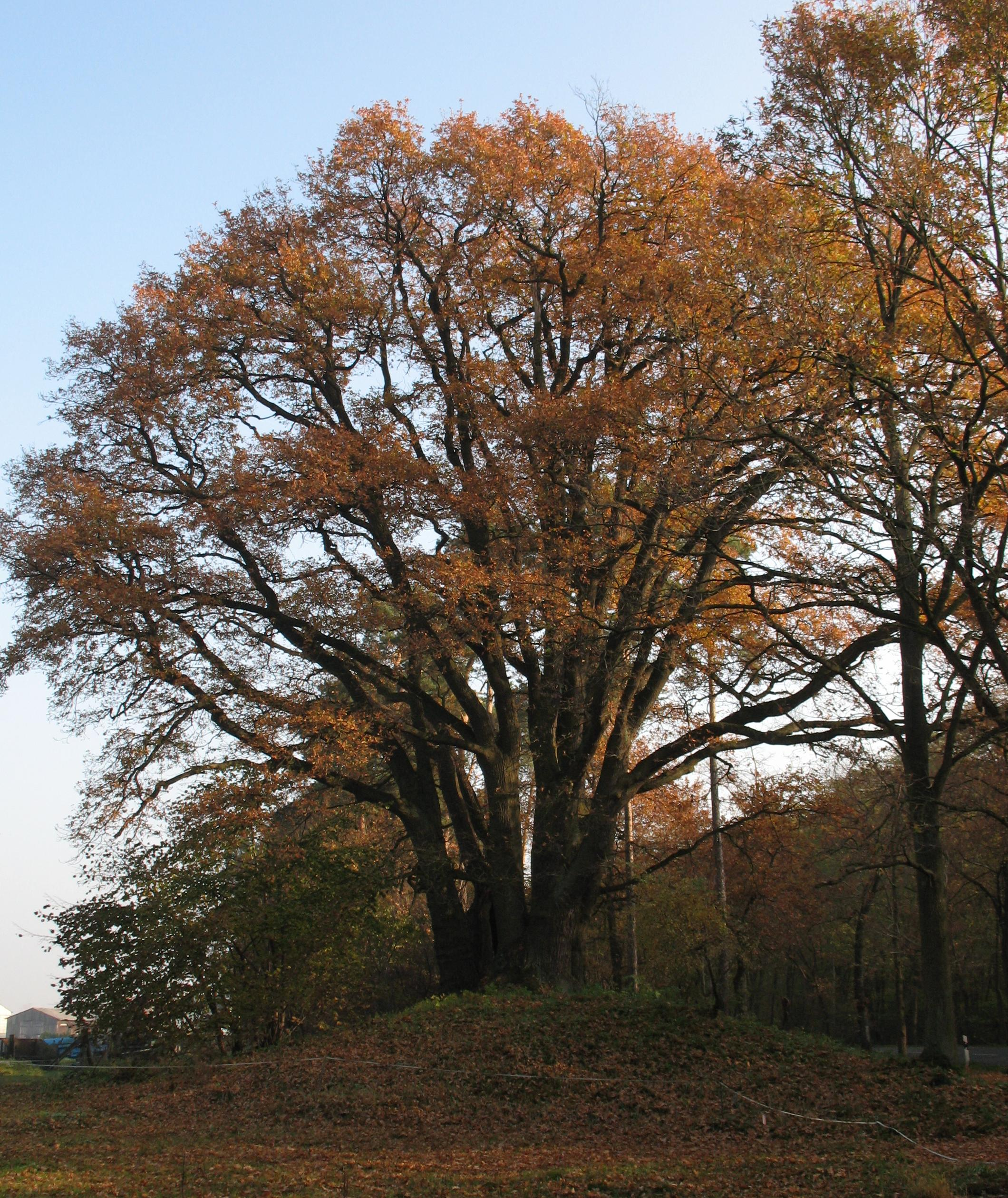